# Seoska kuća Ivanice Beović u Povljima
Seoska kuća Ivanice Beović u mjestu Povljima, općina Selca, predstavlja zaštićeno kulturno dobro.

## Opis dobra
Vrijeme nastanka je oko 18. do 19. stoljeća. Seoska kuća Ivanice Beović u Povljima na otoku Braču građena je na kosom terenu. Jedan dio zgrade je prizemnica s dvije prostorije, a pod drugim dijelom s jednom prostorijom, je konoba čija dva zida čini živa stijena. Zidovi su od priklesanog kamena vezanog vapnenim mortom, osim zabatnog zida koji je građen u suhozidu. Krov je na dvije vode pokriven kamenim pločama. Nadvratnik ulaznih vrata u konobu je drveni, s rasteretnim lukom. Na gornjoj razini su ulazna vrata s kamenim dovratnicima, a iz kuhinje se na sjevernom pročelju izlazi u vrt. Na zapadnom pročelju je jedan kvadratni prozor s kamenim okvirima.

## Zaštita
Pod oznakom RST-0459-1970. zavedena je kao nepokretno kulturno dobro - pojedinačna, pravna statusa zaštićena kulturnog dobra, klasificirano kao "stambene građevine".